# 朱莉亞·沃德·豪
朱莉亞·沃德·豪（英語：Julia Ward Howe，1819年5月27日—1910年10月17日）是美國的廢奴主義者、行動主義者、詩人以及愛國歌曲《共和國戰歌》的作詞者。

## 生平
出生於紐約市，原名朱莉亞·沃德（Julia Ward），是銀行家薩繆爾·沃德和業餘詩人朱莉亞·拉什·卡特勒（Julia Rush Cutler）的第四個孩子。她的哥哥有一位是作家薩繆爾·卡特勒·沃德。她的父親是富裕的銀行家，母親則是羅德島州州長威廉·格林的孫女。
1843年，朱莉亞·沃德嫁給了薩繆爾·格里德利·豪；他是一個醫生，也在麻薩諸塞州的波士頓創立了柏金斯啟明學校。